# 金子雅臣
金子 雅臣（かねこ まさおみ、1943年10月8日 - ）は、労働ジャーナリスト。
新潟県出身。静岡大学文理学部卒業後、東京都庁入庁。東京都職員として労働相談を担当するかたわら、豊富な経験を生かして労働問題を扱う社会派のルポライターとして活躍した。日本の「ホームレス」「パワーハラスメント」問題を提起し、東京都の設置した「セクハラ相談窓口」での経験をもとに、セクシャルハラスメントの解決にも取り組む。
著書に、『裁かれる男たち—告発の行方』（明石書店）、『ホームレスになった-大都会を漂う』（ちくま文庫）、『パワーハラスメント何でも相談』（日本評論社）、『労働相談（裏）現場レポート』（築地書館）、『職場のモンスター』（マイコミ新書）などがある。